# Ursula Valentin
Ursula Valentin (Pseudonym für Ursula Genazino, * 14. Mai 1936 in Gengenbach) ist eine deutsche Schriftstellerin.

## Leben
Ursula Valentin lebt als freie Schriftstellerin in der baden-württembergischen Stadt Gengenbach. Sie veröffentlichte mehrere Kinder- und Jugendbücher. Ihr Debüt, das Bilderbuch Herr Minkepatt und seine Freunde, wurde auch ins Englische, Schwedische und Afrikaans übersetzt.

## Werke
- Herr Minkepatt und seine Freunde, Köln 1965 (zusammen mit Józef Wilkoń)
- Das Haus auf den Klippen, Freiburg i.Br. [u. a.] 1969
- Zigeuner-Joschi, Bayreuth 1969 (zusammen mit Edith Schindler)
- Die Geschichte vom Schwarzen Mann, Freiburg i.Br. [u. a.] 1970

## Übersetzungen
- Bill Peet: Öller, das Wunderschwein, Reinbek bei Hamburg 1971

| Personendaten    | Personendaten                      |
| ---------------- | ---------------------------------- |
| NAME             | Valentin, Ursula                   |
| ALTERNATIVNAMEN  | Genazino, Ursula (wirklicher Name) |
| KURZBESCHREIBUNG | deutsche Schriftstellerin          |
| GEBURTSDATUM     | 14. Mai 1936                       |
| GEBURTSORT       | Gengenbach                         |